# Атлетика на Летњим олимпијским играма 1900 — бацање кладива за мушкарце
Такмичење у бацању кладива уврштено је први пут у програм Олимпијских игара 1900. у Паризу.
Одржано 16. јула, уз учешће пет такмичара из две земље.

## Земље учеснице
- САД (3)
- Шведска (2)

## Рекорди пре почетка такмичења
| Најбољи резултат на свету | 51,10 *                        | Џон Фланаган **                | Њујорк, САД                    | 23. септембар 1899.            |                                |
| Олимпијски рекорд         | први пут на олимпијским играма | први пут на олимпијским играма | први пут на олимпијским играма | први пут на олимпијским играма | први пут на олимпијским играма |

(*) = незванично

(**) = Фланаган је представљао Уједињено Краљевство док није постао држављанин САД.

## Победници
|                  |                  |                     |
| Џон Фланаган САД | Тракстун Хер САД | Џозаја Макракен САД |

## Нови рекорди после завршетка такмичења
| Олимпијски рекорд | 51,01 | Џон Фланаган | САД | Париз, Француска | 16. јул 1900. |

## Резултати
| Место | Атлетичар           | Резултат  |
| ----- | ------------------- | --------- |
| 1     | Џон Фланаган САД    | 51,01 м   |
| 2     | Тракстун Хер САД    | 46,26 м   |
| 3     | Џозаја Макракен САД | 43,58 м   |
| 4     | Ерик Леминг Шведска | непознато |
| 5     | Карл Стаф Шведска   | непознато |

## Биланс медаља
|   | Држава     | Злато | Сребро | Бронза | Укупно |
| - | ---------- | ----- | ------ | ------ | ------ |
| 1 | САД        | 1     | 1      | 1      | 3      |
|   | Укупно (1) | 1     | 1      | 1      | 3      |